# 敘利亞-瑪拉巴禮天主教伊林賈勒古達教區
敘利亞-瑪拉巴禮天主教伊林賈勒古達教區（拉丁語：Eparchia Irinialakudensis）是東儀天主教的一個教區（敘利亞－瑪拉巴禮），位於印度喀拉拉邦德里久爾縣的一部分，受德里久爾總教區管轄。
教區成立於1978年6月22日，2009年有教友262,982名（佔轄區總人口百分之19.6），由234名司鐸名管理129個堂區。現任主教為保祿·根努卡丹。